# 쓰바키촌 (미에현)
쓰바키촌(椿村)은 미에현 스즈카군에 있던 촌이다.  현재의 스즈카시 북서쪽 끝, 욧카이치시 미즈자와노다정에 해당한다.

## 역사
- 1889년 4월 1일 - 정촌제 시행에 의해 스즈카군 구마다촌이 성립하였다.
- 1956년 9월 30일 - 구마다촌과 합병해, 미스즈촌이 성립하여, 동일 쓰바키촌은 폐지되었다.

## 교통

### 도로
현재는 구촌 지역에 히가시메이한자동차도가 통과하지만 당시에는 미개통 상태였다. 

## 참고문헌
- 角川日本地名大辞典 24 三重県